# Caroline Graham Hansen
Caroline Graham Hansen (Oslo, Noruega; 18 de febrero de 1995) es una futbolista noruega que se desempeña como extremo derecho. Desde el 2019 milita en el Fútbol Club Barcelona de la Primera División de España.
Graham comenzó su carrera profesional con el Stabæk IF en su país natal, para luego recalar en Suecia jugando para el Tyresö FF. Caroline dio el salto a la Bundesliga en 2014 para jugar en el VFL Wolfsburg, donde debió lidiar con múltiples lesiones graves en la rodilla entre 2015 y 2018. A pesar de esto, llegó a dos finales de la Liga de Campeones con el club, además de conseguir 3 títulos de Liga y 5 DFB-Pokal. En 2019 fichó por el F. C. Barcelona, en donde tomó un rol protagonista por sus asistencias y consiguió diversos títulos, entre ellos el triplete de Copa, Liga y Liga de Campeones en 2021. En el inicio de la temporada 2022-23, Hansen cumplió su partido número 100 con la camiseta del Barça.
Por otra parte, Caroline es internacional absoluta con la selección Noruega desde 2011. Ha representado al equipo nórdico en la Eurocopa en dos ocasiones, llegando a ser subcampeonas en la edición de 2013, junto con disputar la Copa del Mundo de 2019 siendo una de las jugadoras más destacadas del torneo.
Graham ha sido destacada por diversos medios por su protagonismo en los equipos que ha participado, siendo incluida entre las mejores jugadoras del mundo según The Guardian, estar nominada a premios internacionales como The Best y el FIFA/FIFPro World XI, junto con obtener dos veces consecutivas el Gullballen a la Mejor Jugadora de Noruega.

## Trayectoria

### Inicios
Nacida en el barrio de Tåsen en la ciudad noruega de Oslo. Caroline es la hija mayor de Petter Norman Hansen y Bettina Graham Hansen, y su hermano, Fredrik, de igual forma  es futbolista.
Hansen comenzó jugando en la cantera del Lyn Oslo partiendo en los equipos mixtos hasta los 14 años, para luego participar con el equipo G94 de Lyn, formado por juveniles un año mayores a ella, que le ayudó en su entrenamiento al ser físicamente más fuertes que ella en ese momento. Hansen estuvo en el Lyn hasta los 15 años, siendo parte del equipo que ganó la Copa de Noruega Sub-16 en el 2010.

### Stabæk

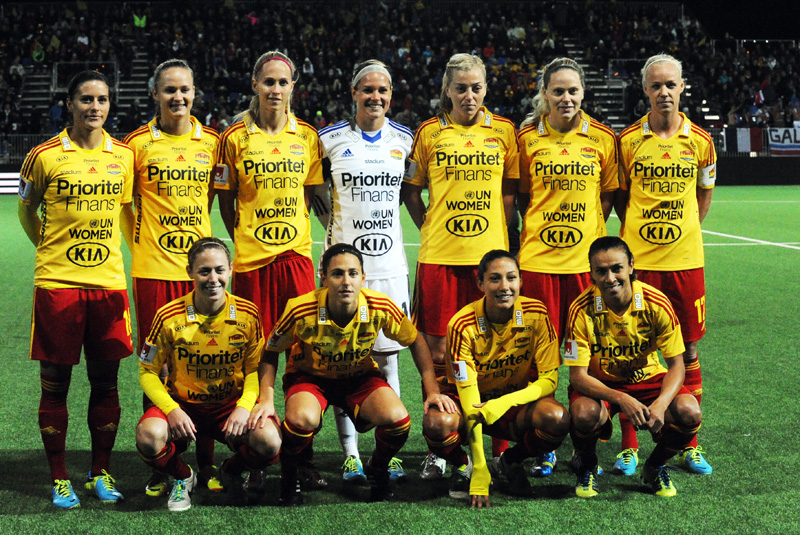
Hansen (segunda por la izquierda) con el Tyreso

Hansen se inició de forma profesional en agosto de 2010, al fichar por el Stabæk IF que se encontraba en la máxima división de fútbol en Noruega. Realizó su debut en la Toppserien la misma de su fichaje, ingresando como suplente en el minuto 73 en el partido contra el FK Donn, en donde realizó  una asistencia en la victoria 3-0. Al final de la temporada, el Stabæk conseguiría alzarse con el título de liga, coronándose con una victoria en casa por 3-0 sobre el Trondheims-Ørn. De igual forma, conseguirían la Copa de Noruega Femenina 2011, venciendo al Røa por tanda de penaltis después de la prórroga. Hansen ayudó a empatar el marcador durante la prórroga anotando un gol.

### Tyresö FF
En agosto de 2013, Caroline fichó por el entonces campeones de la liga sueca Damallsvenskan, el Tyresö FF. Si bien la primera parte de la temporada tuvo un rol secundario, en la segunda mitad del campeonato comenzó de titular en cinco de sus siete apariciones en la liga, llegando a anotar tres goles. De igual forma, participó por primera vez en la Liga de Campeones Femenina de la UEFA, en la eliminatoria de dieciseisavos de final frente al Paris Saint-Germain siendo titular en ambos encuentros que acabarían con victoria global del equipo sueco por 2-1. Mientras que en la eliminatoria de octavos de final contra el Fortuna Hjørring, entraría como suplente tanto en la ida como en la vuelta de la llave.
Hansen regresó al Stabæk en enero de 2014 para poder completar su educación secundaria, ya que no obtuvo las calificaciones necesarias para hacerlo en Suecia, pero su paso sería pasajero, tan solo hasta el verano de ese mismo año. Por otro lado, continuó siendo monitoreada por varios clubes europeos importantes y tenía la intención de mudarse nuevamente después de terminar la escuela en junio de 2014, debido a lo cual se las arregló para jugar partidos de la liga noruega para el equipo femenino mientras de forma paralela entrenaba con los equipos masculinos adultos y juveniles.

### VfL Wolfsburgo

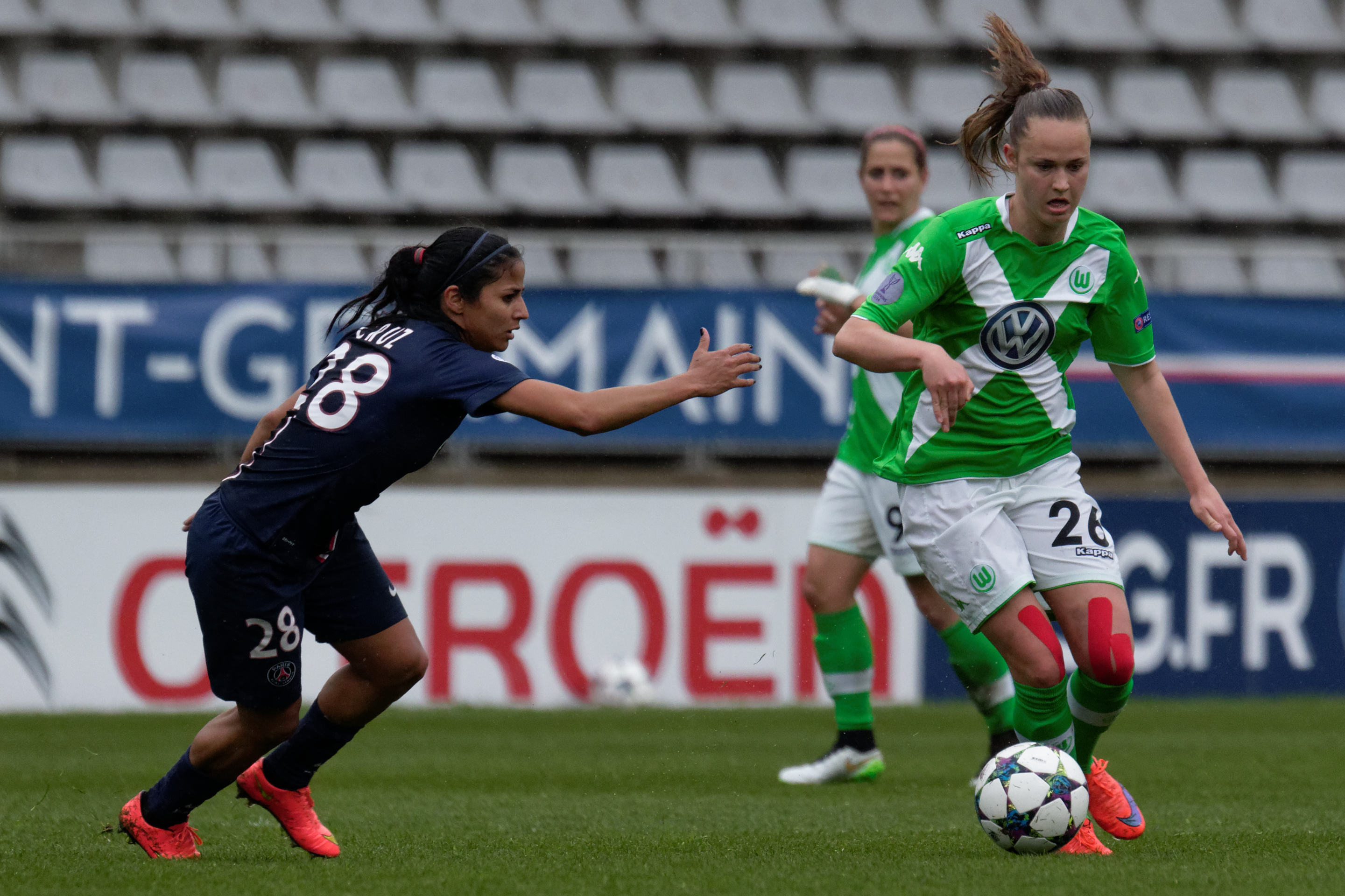
Graham Hansen con el VfL Wolfsburgo en 2015.

El 8 de mayo de 2014, el VfL Wolfsburgo alemán, entonces campeón de Europa, anunció la incorporación de Graham Hansen firmando un contrato por dos años. Cerca del final de su primera temporada con las alemanas, Caroline fue diagnosticada con tendinitis rotuliana. Esta lesión terminó destruyendo la mayor parte del tendón de la rodilla, lo que provocó diversos problemas de lesiones durante largas épocas en el club. La lesión la mantuvo fuera de la Liga de Campeones de la UEFA 2014-15 y de la Copa de Algarve 2015 con su selección nacional, así como quedar apartada de disputar la Copa Mundial de ese año. Durante la segunda parte de la temporada 2015-16, Caroline volvió a sufrir otra lesión en la rodilla, una fractura de rótula. Bajo esta situación, volvió a ser apartada de la dinámica con el Wolfsburgo quienes habían alcanzado la final de la Liga de Campeones de la UEFA 2015-16. En esta definición, fueron derrotadas por 4-3 en los penaltis ante el Olympique de Lyon tras un empate 1-1 en el tiempo reglamentario.
En noviembre de 2016, la noruega volvió a  sufrir una fractura en la pierna en un partido de la Bundesliga contra el FFC Frankfurt que la dejó fuera de juego durante dos meses. Luego de recuperarse de su fractura de pierna, Caroline tuvo su partido de retorno en la Liga de Campeones 2016-17, donde el Wolfsburgo se enfrentó al Olympique de Lyon por los cuartos de final. En el partido de vuelta, Hansen anotó desde el punto de penalti en el minuto 82, pero terminó siendo nada más que un gol de consolación ya que los eventuales campeones ganaron 2-1 en el global. Más tarde esa temporada, el Wolfsburgo consiguió el doblete por primera vez en su historia, ganando su primer título de liga con el club y derrotando al SC Sand 2-1 en la final de la copa DFB-Pokal de 2017.

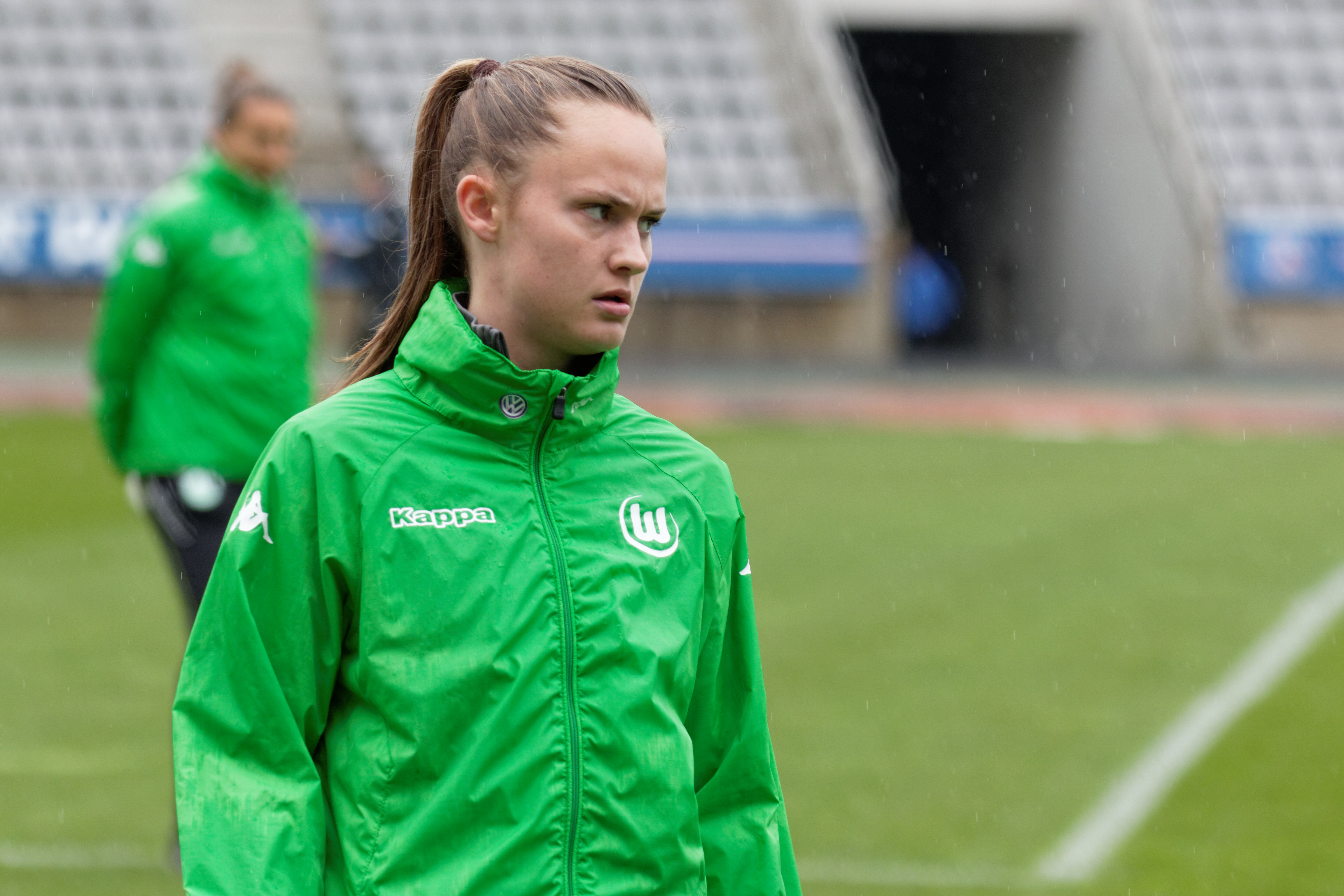
Hansen durante un entrenamiento.

En febrero de 2018, Hansen firmó la renovación de su contrato con la entidad alemana por un año más hasta 2019. Dejando las lesiones atrás obtuvo una mayor continuidad en el equipo, durante la temporada 2017-18 obtuvo por segunda vez el título de Bundesliga. Posteriormente, las Wölfinnen enfrentaron en la final de la DFB-Pokal de 2018 contra el Bayern de Múnich, empataron sin goles ambas escuadras y se tendría que definir por tanda de penaltis, en donde Caroline marcó el penalti decisivo asegurando su segundo doblete doméstico con el club.
A pesar de haber disputado los 120 minutos del encuentro, Hansen acabó lesionada tras el encuentro, y menos de una semana después, disputaban la final de la Liga de Campeones 2017-18 nuevamente ante el Olympique de Lyon. En el partido, Hansen comenzó como titular, sin embargo, sufrió dolor luego de un cuarto de hora por lo que debió ser sustituida en el entretiempo. La final iría a la prórroga donde Las Lobas perdieron por 4-1.
En la última temporada de Hansen con el VfL Wolfsburgo, Caroline decidió no renovar su contrato que expiraba el 2019 pese a las ofertas del propio club. En esta campaña, ganó la DFB-Pokal de 2019 por quinta vez, donde jugó los 90 minutos de la final contra el SC Freiburg que terminó 1-0. Las Wölfinnen también ganaron la liga ese año, su tercer título de este tipo con el club.

### F. C. Barcelona

#### Temporada 2019-20
El 20 de mayo de 2019, se hizo oficial el fichaje de Graham por el Fútbol Club Barcelona firmando un contrato por dos temporadas, convirtiéndose en la primera noruega en fichar por el equipo culé. Su primer título como azulgrana llegó el 24 de agosto de ese mismo año, ganando la Copa Catalunya frente al R. C. D. Espanyol con una goleada por 4-0. Graham realizó su debut liguero con el club en la primera jornada de la temporada, donde el Barcelona derrotó al C. D. TACON, en cuyo encuentro Caroline anotó el sexto gol en una goleada al equipo madridista por 9-1, en el debut oficial del equipo azulgrana en el Estadio Johan Cruyff.
A finales del 2019, sería incluida entre las mejores 100 futbolistas del año según el diario The Guardian, en donde ocupaba la posición 15. Posteriormente, sería galardonada por la Federación Noruega de Fútbol con el Gullballen a la Mejor Jugadora Noruega del 2019, siendo la segunda mujer en conseguir el trofeo. El 10 de febrero de 2020, el equipo azulgrana realizaría una nueva goleada en la definición de la Supercopa de España 2020 ante la Real Sociedad, a quienes vencieron por 10-1 para coronarse con el título con Graham Hansen anotando el quinto gol del Barça.
En marzo de 2020, comenzó la pandemia mundial debido al COVID-19 que obligó a realizar cuarentena en toda España. Debido a esto, Caroline se unió al grupo de atletas noruegos que donaron el 10% de su salario a las personas afectadas por la pandemia. Por otro lado, la Real Federación Española de Fútbol anunció el final anticipado de La Liga el 6 de mayo de 2020, nombrando al F. C. Barcelona como campeón al encontrarse en la primera posición. Terminó la temporada de La Liga 2019-20 como la máxima asistente de la Primera Iberdrola con 8 pases de gol.
Por otra parte, la Liga de Campeones 2019-20 se mantuvo suspendida, tiempo en el cual Graham estuvo entrenando en Noruega junto a compañeras de su selección. Se reanudaría en agosto de 2020, cuando se decidió disputar la fase final de la competición en el País Vasco en partidos únicos. En la competición europea, las azulgranas se midieron ante el Atlético de Madrid por los cuartos de final. Graham jugó los 90 minutos del encuentro que estuvo igualado hasta el minuto 80, cuando Kheira Hamraoui anotó un balón que rebotó debido a un centro de Caroline. En la semifinal se enfrentó a su ex equipo VfL Wolfsburgo, donde el Barcelona cayó 1-0 ante los alemanas, donde Caroline fue la mejor jugadora azulgrana.

#### Temporada 2020-21
En la siguiente temporada, las azulgranas volvieron a la liga española el 4 de octubre de 2020 frente al Real Madrid C. F. que acabó en victoria del Barça por 4-0, con dos asistencias de Graham. Al final de ese año, Graham Hansen fue nominada por segunda vez para el Premio The Best FIFA de 2020 junto a su compañera Jennifer Hermoso, en donde finalmente obtendría el cuarto lugar. Por otra parte, la Federación Noruega de Fútbol la premia por segundo año con el Gullballen 2020 como la mejor futbolista noruega del año. Adicionalmente, volvería a ser incluida entre las mejores 100 jugadoras del mundo por The Guardian, esta vez subiendo a la octava posición, culminando de esta forma un gran año como barcelonista.
Hansen comenzó el 2021, disputando un partido en el Camp Nou por la Liga Iberdrola, a modo de conmemoración del primer partido de fútbol femenino en el estadio, este fue frente al R. C. D. Espanyol. Esta jornada fue marcada para Graham Hansen, quien entró en el equipo titular, siendo la futbolista noruega (masculino o femenina) en debutar en el recinto, y además, brindar la primera asistencia de gol a Alexia Putellas, quien anotó con un córner de Caroline, el encuentro finalizó 5-0. Aproximadamente una semana después, el club azulgrana hace oficial la renovación de su contrato extendiéndose hasta el 2023.
En la Liga de Campeones 2020-21, el Barça se enfrentó en los dieciseisavos de final al PSV Eindhoven holandés, encuentro en el que Graham anotó dos goles que contribuyó al marcador global por 8-2. El F. C. Barcelona superó al Fortuna Hjørring en los octavos de final, y en la fase siguiente, enfrentó al Manchester City. En el partido de ida Hansen comenzó de titular, pero debió retirarse cojeando del campo en el minuto 62 por una lesión en la rodilla. Sin embargo, no fue de gravedad por lo que estuvo nuevamente para el partido de vuelta, donde asistió a Asisat Oshoala en el único gol del F. C. Barcelona del partido, que acabó con resultado global de 4-2.
El Barça pasó a enfrentarse al Paris Saint-Germain en su eliminatoria de semifinales. En el partido de vuelta de las semifinales, Hansen asistió al segundo gol de Lieke Martens con un centro cruzado en el área. Ese segundo gol llevó el marcador global de la eliminatoria a 3-2 y envió al equipo azulgrana a su segunda final europea de su historia. El 16 de mayo de 2021, se disputó la definición del torneo contra el Chelsea F. C.. Con Caroline como titular, la noruega logró anotar el cuarto gol de las blaugranas en el minuto 36 para sellar la temprana goleada, que resultó en la mayor de una final de la competición. Graham jugó los 90 minutos de la final y levantó de esta forma su primer título europeo después de las dos derrotas en finales de Liga de Campeones, junto con haber superado sus lesiones.
Al final de la temporada, Graham fue incluida en el Equipo Ideal de la Liga de Campeones 2020-21 junto con otras siete compañeras del F. C. Barcelona, con un rendimiento de 3 goles y 5 asistencias en 9 partidos. Más tarde fue incluida como una de las nominadas al premio a Mejor Delantera de la temporada de la Liga de Campeones de la UEFA, junto a dos compañeras de equipo. Adicionalmente, sería la máxima asistente del campeonato de la Liga Iberdrola 2020-21 con 18 pases de gol.

## Selección nacional

### Categorías inferiores
Caroline comenzó desde temprana edad a participar con las categorías inferiores de la selección noruega pasando por la Sub-15- Sub-16 y Sub-17. Con tan solo 16 años, formó parte del equipo sub-19 que participó en el Campeonato Femenino Sub-19 de la UEFA 2011 a disputar en Italia. Las noruegas acabaron segundas en el grupo B de la primera fase. En semifinales, se enfrentaron a las anfitrionas italianas que vencieron por 3-2, siendo Graham quien anotase el gol de la victoria en el minuto 65. En la final, les tocó perder contra Alemania en una goleada 8-1, con Caroline ingresando en la segunda mitad del encuentro.
Graham, también fue incluida en la nómina para disputar la Copa Mundial Sub-20 de 2012 en Japón. En el torneo, el equipo quedó segundo en la fase de grupos, con Graham anotando dos goles en esta etapa, ante Corea del Norte y Argentina. En cuartos de final, donde nuevamente se cruzaría con Alemania quienes dominarían el partido llevándose la victoria por 4-0, con Caroline siendo expulsada a 11 minutos del final.

### Absoluta

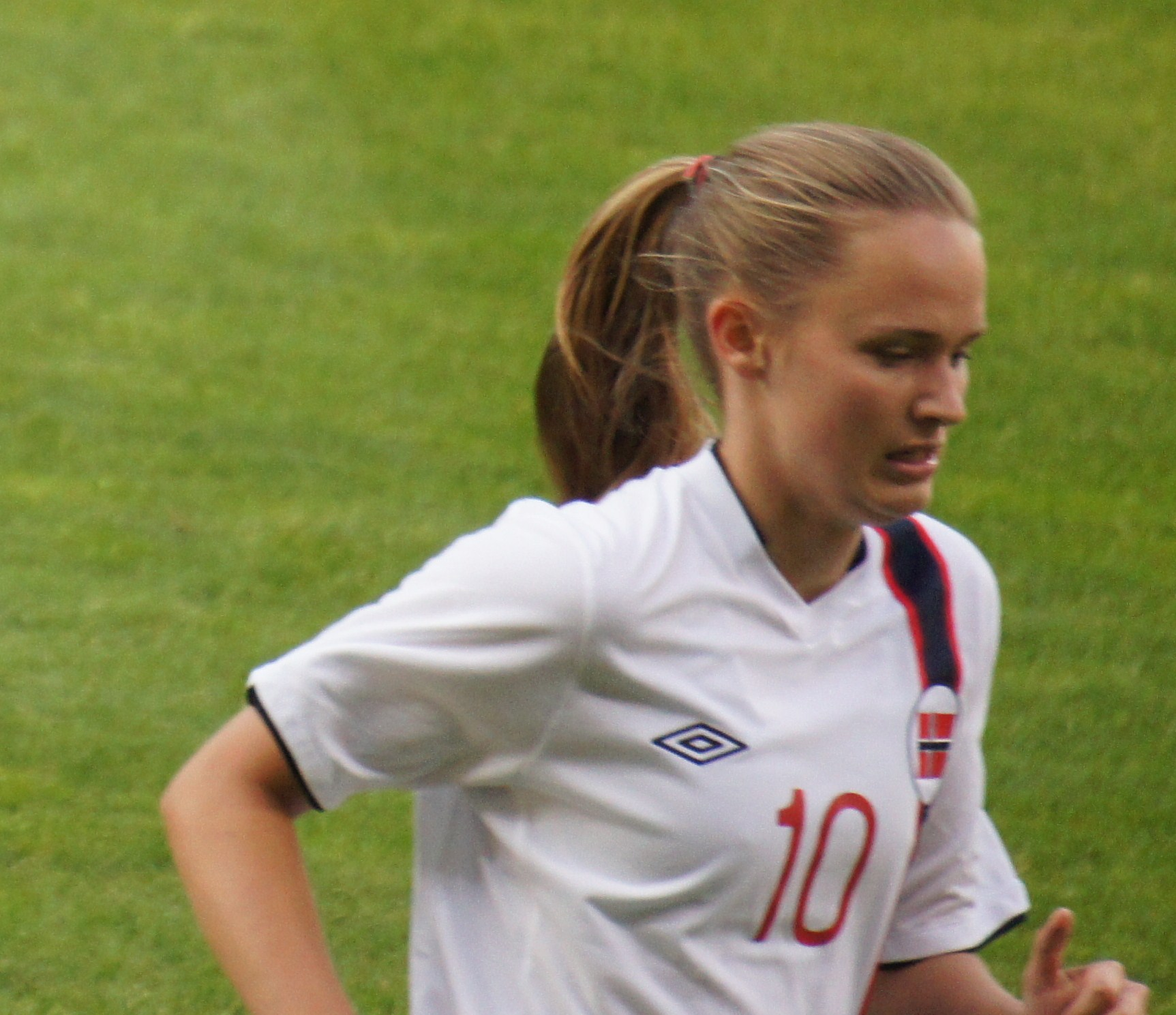
Caroline con la selección noruega en 2013.

Hizo su debut con la selección absoluta de Noruega frente a Bélgica en noviembre de 2011, ingresando en la última media hora de juego. En junio de 2012, Graham anotó su primer gol internacional en una goleada 11-0 sobre Bulgaria, un partido en el que entregó asistencias a sus compañeras.
Hansen fue incluida en la selección de Noruega para la Eurocopa de 2013 en Suecia por el veterano entrenador Even Pellerud. En el equipo noruego, fue una de las jugadoras que tomó más relevancia siendo titular en la formación de Pellerud, junto a quienes consiguió llegar a la final de la competencia. En la final disputada en el Friends Arena en la ciudad de Estocolmo, tuvieron que enfrentarse a las pentacampeonas de Alemania. Durante el encuentro, Caroline consiguió el segundo tiro de penal para las noruegas en el minuto 61, sin embargo, la arquera alemana Nadine Angerer paró nuevamente el penalti. El gol de Anja Mittag dio a los alemanes su sexto título.
La lesión de rodilla que Caroline sufrió durante 2015 la mantuvo fuera de la Copa de Algarve de ese año, lo que la puso en duda para participar del Mundial de 2015, de la cual había participado en sus clasificatorias. El 19 de mayo de 2015 se hizo oficial que Graham quedó descartada de ir al torneo a disputar en Canadá al no recuperarse a tiempo para la competición. Realizó su regreso a la selección nacional el 22 de enero de 2016 en un amistoso frente a Rumania, anotando uno de los 6 goles de la goleada noruega.
Graham fue nominada para disputar la Eurocopa 2017, en la cual Noruega fue incluida en un complicado grupo formado por las eventuales campeonas y subcampeonas del torneo Holanda y Dinamarca, junto con Bélgica. Su primer partido contra Holanda fueron derrotadas por 1-0. a la que se sumaría otra derrota por 2-0 ante Bélgica.
En su partido final de la fase de grupos contra Dinamarca, ya sin posibilidades de avanzar, Noruega comenzó perdiendo por 1-0 a los cinco minutos y justo antes del medio tiempo, consiguieron un penalti a favor, que lamentablemente Hansen falló. El partido terminó con otra derrota para Noruega con uno de los peores registros en la competición. Esto provocó polémicas y el retiro de Ada Hegerberg de la selección Después del torneo, Hansen se sumó a las críticas de Ada sobre la Federación Noruega de Fútbol por la falta de fondos asignados al equipo femenino.
Tras la controversia, Graham continuó su participación con Noruega en la clasificación de la UEFA para la Copa Mundial 2019, comenzando con dos victorias frente a Irlanda del Norte y Eslovaquia, encuentros en los cuales Caroline aportó con tres anotaciones siendo 2 goles de penal. Sin embargo, fueron derrotados por Holanda el 24 de octubre de 2017 por la cuenta mínima debido a un gol anotado en el tiempo añadido, finalizado el encuentro Hansen abandonó la cancha llorando. A pesar del tropiezo, Noruega recuperaría un buen nivel y obtendría 7 victorias consecutivas en el resto de partidos del Grupo 3, incluida una victoria de local contra las holandesas que les permitió obtener la primera posición del grupo, clasificándolas automáticamente al Mundial de Francia, con Caroline anotó en total 6 goles en 8 partidos, quien asumió como capitanía junto a Maren Mjelde e Ingrid Moe Wold.
En 2019, Graham encabezó la nómina de Noruega para la Copa Mundial de Francia 2019. En el primer partido de la fase de grupos, se enfrentaron a Nigeria, donde Hansen realizó una asistencia a Guro Reiten en el primer gol noruego, que acabó 3-0. En el último partido del Grupo A, se midieron con Corea del Sur, a quienes se adelantaron por un penalti marcado por Caroline. Para su mala fortuna, debió retirarse a los 65 minutos por la patada recibida en la jugada del penalti, retirándose con muletas del estadio, pero como la MVP del encuentro. Finalmente se llevarían la victoria por 2-1 pasando así a octavos de final en segundo lugar.
A pesar de su lesión sufrida, Hansen jugó la siguiente eliminatoria contra Australia donde Noruega ganó tras ser superior en la tanda de penaltis por 4-1, donde Graham ganó su segundo premio MVP por su actuación. En cuartos de final, Noruega acabarían siendo eliminadas por Inglaterra tras caer por 3-0.

### Participaciones con selecciones
| Selección                   | País    | Años              |
| --------------------------- | ------- | ----------------- |
| Selección de Noruega Sub-15 | Noruega | 2009 - 2010       |
| Selección de Noruega Sub-16 | Noruega | 2009-2010         |
| Selección de Noruega Sub-17 | Noruega | 2010-2011         |
| Selección de Noruega Sub-19 | Noruega | 2011 - 2012       |
| Selección de Noruega Sub-20 | Noruega | 2012              |
| Selección de Noruega        | Noruega | 2011 - Actualidad |

### Estadísticas internacionales
Actualizado a los partidos jugados el 14 de septiembre de 2021 
| Goles con la selección absoluta de Noruega | Goles con la selección absoluta de Noruega | Goles con la selección absoluta de Noruega      | Goles con la selección absoluta de Noruega | Goles con la selección absoluta de Noruega | Goles con la selección absoluta de Noruega |
| Gol                                        | Fecha                                      | Lugar                                           | Rival                                      | Resultado                                  | Competición                                |
| ------------------------------------------ | ------------------------------------------ | ----------------------------------------------- | ------------------------------------------ | ------------------------------------------ | ------------------------------------------ |
| 1.                                         | 16 de junio de 2012                        | Sarpsborg Stadion, Sarpsborg, Noruega           | Bulgaria                                   | 11 - 0                                     | Clasificación Eurocopa 2013                |
| 2.                                         | 6 de marzo de 2013                         | Municipal Stadium Bela Vista, Portimao, Portuga | Portugal                                   | 0 - 2                                      | Copa de Algarve 2013                       |
| 3.                                         | 7 de julio de 2013                         | Meløs Stadion, Moss, Noruega                    | Rusia                                      | 2 - 3                                      | Amistoso                                   |
| 4.                                         | 7 de julio de 2013                         | Meløs Stadion, Moss, Noruega                    | Rusia                                      | 2 - 3                                      | Amistoso                                   |
| 5.                                         | 25 de septiembre de 2013                   | Ullevaal Stadion, Oslo, Noruega                 | Bélgica                                    | 4 - 1                                      | Clasificación Mundial 2015                 |
| 6.                                         | 26 de octubre de 2013                      | Sarpsborg Stadion, Noruega                      | Albania                                    | 7 - 0                                      | Clasificación Mundial 2015                 |
| 7.                                         | 26 de octubre de 2013                      | Sarpsborg Stadion, Noruega                      | Albania                                    | 7 - 0                                      | Clasificación Mundial 2015                 |
| 8.                                         | 26 de octubre de 2013                      | Sarpsborg Stadion, Noruega                      | Albania                                    | 7 - 0                                      | Clasificación Mundial 2015                 |
| 9.                                         | 30 de octubre de 2013                      | Kras Stadion, Volendam, Países Bajos            | Países Bajos                               | 1 - 2                                      | Clasificación Mundial 2015                 |
| 10.                                        | 14 de junio de 2014                        | Brann Stadion, Noruega                          | Grecia                                     | 6 - 0                                      | Clasificación Mundial 2015                 |
| 11.                                        | 13 de septiembre de 2014                   | Niko Dovana, Durres, Albania                    | Albania                                    | 0 - 11                                     | Clasificación Mundial 2015                 |
| 12.                                        | 13 de septiembre de 2014                   | Niko Dovana, Durres, Albania                    | Albania                                    | 0 - 11                                     | Clasificación Mundial 2015                 |
| 13.                                        | 22 de enero de 2016                        | La Manga, España                                | Rumania                                    | 0 - 6                                      | Amistoso                                   |
| 14.                                        | 9 de marzo de 2016                         | Woudestein Stadium, Róterdam, Países Bajos      | Suiza                                      | 2 - 1                                      | Clasificación JJ. OO. 2016                 |
| 15.                                        | 15 de septiembre de 2016                   | Aker Stadion, Molde, Noruega                    | Kazajistán                                 | 10 - 0                                     | Clasificación Eurocopa 2017                |
| 16.                                        | 15 de septiembre de 2017                   | Fredrikstad stadion , Noruega                   | Irlanda del Norte                          | 4 - 1                                      | Clasificación Mundial 2019                 |
| 17.                                        | 19 de septiembre de 2017                   | Sarpsborg Stadion, Noruega                      | Eslovenia                                  | 6 - 1                                      | Clasificación Mundial 2019                 |
| 18.                                        | 19 de septiembre de 2017                   | Sarpsborg Stadion, Noruega                      | Eslovenia                                  | 6 - 1                                      | Clasificación Mundial 2019                 |
| 19.                                        | 28 de noviembre de 2017                    | Estadio de Marbella, Marbella, España           | Canadá                                     | 3 - 2                                      | Amistoso                                   |
| 20.                                        | 10 de abril de 2018                        | Shamrock Park, Portadown, Irlanda del Norte     | Irlanda del Norte                          | 0 - 3                                      | Clasificación Mundial 2019                 |
| 21.                                        | 10 de abril de 2018                        | Shamrock Park, Portadown, Irlanda del Norte     | Irlanda del Norte                          | 0 - 3                                      | Clasificación Mundial 2019                 |
| 22.                                        | 12 de junio de 2018                        | SR-Bank Arena, Noruega                          | Irlanda                                    | 1 - 0                                      | Clasificación Mundial 2019                 |
| 23.                                        | 17 de enero de 2019                        | La Manga, España                                | Escocia                                    | 1 - 3                                      | Amistoso                                   |
| 24.                                        | 17 de enero de 2019                        | La Manga, España                                | Escocia                                    | 1 - 3                                      | Amistoso                                   |
| 25.                                        | 6 de marzo de 2019                         | Estadio Bela Vista Parchel, Algarve, Portugal   | Polonia                                    | 0 - 3                                      | Copa de Algarve 2019                       |
| 26.                                        | 17 de junio de 2019                        | Reims, Francia                                  | Corea del Sur                              | 1 - 2                                      | Mundial 2019                               |
| 27.                                        | 30 de agosto de 2019                       | Seaview Stadium, Belfast, Irlanda del Norte     | Irlanda del Norte                          | 0 - 6                                      | Clasificación Eurocopa 2021                |
| 28.                                        | 30 de agosto de 2019                       | Seaview Stadium, Belfast, Irlanda del Norte     | Irlanda del Norte                          | 0 - 6                                      | Clasificación Eurocopa 2021                |
| 29.                                        | 30 de agosto de 2019                       | Seaview Stadium, Belfast, Irlanda del Norte     | Irlanda del Norte                          | 0 - 6                                      | Clasificación Eurocopa 2021                |
| 30.                                        | 3 de septiembre de 2019                    | Brann stadion, Noruega                          | Inglaterra                                 | 2 - 1                                      | Amistoso                                   |
| 31.                                        | 4 de octubre de 2019                       | Borisov-Arena, Borisov, Bielorrusia             | Bielorrusia                                | 1 - 7                                      | Clasificación Eurocopa 2021                |
| 32.                                        | 4 de octubre de 2019                       | Borisov-Arena, Borisov, Bielorrusia             | Bielorrusia                                | 1 - 7                                      | Clasificación Eurocopa 2021                |
| 33.                                        | 8 de octubre de 2019                       | Tórsvøllur Stadium, Noruega                     | Islas Feroe                                | 0 - 13                                     | Clasificación Eurocopa 2021                |
| 34.                                        | 8 de octubre de 2019                       | Tórsvøllur Stadium, Noruega                     | Islas Feroe                                | 0 - 13                                     | Clasificación Eurocopa 2021                |
| 35.                                        | 8 de octubre de 2019                       | Tórsvøllur Stadium, Noruega                     | Islas Feroe                                | 0 - 13                                     | Clasificación Eurocopa 2021                |
| 36.                                        | 8 de noviembre de 2019                     | SR-Bank Arena, Stavanger, Noruega               | Irlanda del Norte                          | 6 - 0                                      | Clasificación Eurocopa 2021                |
| 37.                                        | 8 de noviembre de 2019                     | SR-Bank Arena, Stavanger, Noruega               | Irlanda del Norte                          | 6 - 0                                      | Clasificación Eurocopa 2021                |
| 38.                                        | 10 de marzo de 2020                        | Estadio Algarve, Algarve, Portugal              | Nueva Zelanda                              | 2 - 1                                      | Copa de Algarve 2020                       |

| Partidos y goles marcados en Mundiales con la Selección de Noruega | Partidos y goles marcados en Mundiales con la Selección de Noruega | Partidos y goles marcados en Mundiales con la Selección de Noruega | Partidos y goles marcados en Mundiales con la Selección de Noruega | Partidos y goles marcados en Mundiales con la Selección de Noruega | Partidos y goles marcados en Mundiales con la Selección de Noruega | Partidos y goles marcados en Mundiales con la Selección de Noruega | Partidos y goles marcados en Mundiales con la Selección de Noruega | Partidos y goles marcados en Mundiales con la Selección de Noruega | Partidos y goles marcados en Mundiales con la Selección de Noruega |
| Gol                                                                | Partido                                                            | Fecha                                                              | Ubicación                                                          | Rival                                                              | Alineación                                                         | Min                                                                | Puntuación                                                         | Resultado                                                          | Competición                                                        |
| ------------------------------------------------------------------ | ------------------------------------------------------------------ | ------------------------------------------------------------------ | ------------------------------------------------------------------ | ------------------------------------------------------------------ | ------------------------------------------------------------------ | ------------------------------------------------------------------ | ------------------------------------------------------------------ | ------------------------------------------------------------------ | ------------------------------------------------------------------ |
| Mundial de Francia 2019                                            |                                                                    |                                                                    |                                                                    |                                                                    |                                                                    |                                                                    |                                                                    |                                                                    |                                                                    |
|                                                                    | 1                                                                  | 08-06-2019 Archivado el 8 de junio de 2019 en Wayback Machine.     | Reims                                                              | Nigeria                                                            | Principal                                                          |                                                                    |                                                                    | 3-0 (PG)                                                           | Fase de grupos                                                     |
|                                                                    | 2                                                                  | 12-06-2019 Archivado el 29 de junio de 2019 en Wayback Machine.    | Niza                                                               | Francia                                                            | Principal                                                          |                                                                    |                                                                    | 1-2 (PP)                                                           | Fase de grupos                                                     |
| 1                                                                  | 3                                                                  | 17-06-2019 Archivado el 9 de julio de 2019 en Wayback Machine.     | Reims                                                              | Corea del Sur                                                      | 54' ( Maanum)                                                      | 4                                                                  | 1-0                                                                | 2-1 (PG)                                                           | Fase de grupos                                                     |
|                                                                    | 4                                                                  | 22-06-2019 Archivado el 7 de junio de 2019 en Wayback Machine.     | Niza                                                               | Australia                                                          | Principal                                                          |                                                                    |                                                                    | 1-1 (4-1 p) (PG)                                                   | Octavos de final                                                   |
|                                                                    | 5                                                                  | 27-06-2019 Archivado el 9 de julio de 2019 en Wayback Machine.     | Le Havre                                                           | Inglaterra                                                         | Principal                                                          |                                                                    |                                                                    | 0-3 (PP)                                                           | Cuartos de final                                                   |

| Partidos y goles marcados en Campeonatos Europeos con la Selección de Noruega | Partidos y goles marcados en Campeonatos Europeos con la Selección de Noruega | Partidos y goles marcados en Campeonatos Europeos con la Selección de Noruega | Partidos y goles marcados en Campeonatos Europeos con la Selección de Noruega | Partidos y goles marcados en Campeonatos Europeos con la Selección de Noruega | Partidos y goles marcados en Campeonatos Europeos con la Selección de Noruega | Partidos y goles marcados en Campeonatos Europeos con la Selección de Noruega | Partidos y goles marcados en Campeonatos Europeos con la Selección de Noruega | Partidos y goles marcados en Campeonatos Europeos con la Selección de Noruega | Partidos y goles marcados en Campeonatos Europeos con la Selección de Noruega |
| Gol                                                                           | Partido                                                                       | Fecha                                                                         | Ubicación                                                                     | Rival                                                                         | Alineación                                                                    | Min                                                                           | Puntuación                                                                    | Resultado                                                                     | Competición                                                                   |
| ----------------------------------------------------------------------------- | ----------------------------------------------------------------------------- | ----------------------------------------------------------------------------- | ----------------------------------------------------------------------------- | ----------------------------------------------------------------------------- | ----------------------------------------------------------------------------- | ----------------------------------------------------------------------------- | ----------------------------------------------------------------------------- | ----------------------------------------------------------------------------- | ----------------------------------------------------------------------------- |
| Eurocopa 2013                                                                 |                                                                               |                                                                               |                                                                               |                                                                               |                                                                               |                                                                               |                                                                               |                                                                               |                                                                               |
|                                                                               | 1                                                                             | 11-07-2013                                                                    | Kalmar                                                                        | Islandia                                                                      | 84' ( Kaurin)                                                                 |                                                                               |                                                                               | 1-1 (PE)                                                                      | Fase de grupos                                                                |
|                                                                               | 2                                                                             | 14-07-2013                                                                    | Kalmar                                                                        | Noruega                                                                       | 79' ( Thorsnes)                                                               |                                                                               |                                                                               | 1-0 (PG)                                                                      | Fase de grupos                                                                |
|                                                                               | 3                                                                             | 17-07-2013                                                                    | Kalmar                                                                        | Alemania                                                                      | 58' ( Tofte Ims)                                                              |                                                                               |                                                                               | 1-0 (PG)                                                                      | Fase de grupos                                                                |
|                                                                               | 4                                                                             | 22-07-2013                                                                    | Kalmar                                                                        | España                                                                        | 81' ( Ryland)                                                                 |                                                                               |                                                                               | 3-1 (PG)                                                                      | Cuartos de final                                                              |
|                                                                               | 5                                                                             | 25-07-2013                                                                    | Norrköping                                                                    | Dinamarca                                                                     | 58' ( Thorsnes)                                                               |                                                                               |                                                                               | 1-1 (4-2 p) (PG)                                                              | Semifinal                                                                     |
|                                                                               | 6                                                                             | 28-07-2013                                                                    | Solna                                                                         | Alemania                                                                      | Principal                                                                     |                                                                               |                                                                               | 0-1 (PP)                                                                      | Final                                                                         |
| Eurocopa 2017                                                                 |                                                                               |                                                                               |                                                                               |                                                                               |                                                                               |                                                                               |                                                                               |                                                                               |                                                                               |
|                                                                               | 4                                                                             | 17-07-2017                                                                    | Utrecht                                                                       | Países Bajos                                                                  | Principal                                                                     |                                                                               |                                                                               | 0-1 (PP)                                                                      | Fase de grupos                                                                |
|                                                                               | 5                                                                             | 20-07-2017                                                                    | Breda                                                                         | Bélgica                                                                       | Principal                                                                     |                                                                               |                                                                               | 0-2 (PP)                                                                      | Fase de grupos                                                                |
|                                                                               | 6                                                                             | 24-07-2017                                                                    | Deventer                                                                      | Dinamarca                                                                     | Principal                                                                     |                                                                               |                                                                               | 0-1 (PP)                                                                      | Fase de grupos                                                                |

## Estadísticas

### Clubes
Actualizado al último partido disputado el 7 de junio de 2025.
| Club                      | Temporada     | Div           | Liga  | Liga  | Liga   | Copa  | Copa  | Copa   | Internacional | Internacional | Internacional | Otros | Otros | Otros  | Total | Total | Total  | Media goleadora |
| Club                      | Temporada     | Div           | Part. | Goles | Asist. | Part. | Goles | Asist. | Part.         | Goles         | Asist.        | Part. | Goles | Asist. | Part. | Goles | Asist. | Media goleadora |
| ------------------------- | ------------- | ------------- | ----- | ----- | ------ | ----- | ----- | ------ | ------------- | ------------- | ------------- | ----- | ----- | ------ | ----- | ----- | ------ | --------------- |
| Stabæk IF · Noruega       | 2010          | 1.ª           | 7     | 1     | ?      | -     | -     | -      | -             | -             | -             | -     | -     | -      | 7     | 1     | ?      | 0.06            |
| Stabæk IF · Noruega       | 2011          | 1.ª           | 19    | 8     | ?      | 2     | 0     | ?      | 2             | 0             | 0             | -     | -     | -      | 23    | 8     | ?      | 0.35            |
| Stabæk IF · Noruega       | 2012          | 1.ª           | 21    | 7     | ?      | 5     | 4     | ?      | 3             | 0             | 0             | -     | -     | -      | 29    | 11    | ?      | 0.38            |
| Stabæk IF · Noruega       | 2013          | 1.ª           | 15    | 10    | ?      | 2     | 2     | ?      | -             | -             | -             | -     | -     | -      | 17    | 12    | ?      | 0.71            |
| Stabæk IF · Noruega       | 2014          | 1.ª           | 9     | 2     | ?      | 1     | 1     | ?      | -             | -             | -             | -     | -     | -      | 10    | 3     | ?      | 0.3             |
| Stabæk IF · Noruega       | Total club    | Total club    | 71    | 28    | +0     | 10    | 7     | +0     | 5             | 0             | 0             | 0     | 0     | 0      | 86    | 35    | +0     | 0.41            |
| Tyresö FF · Suecia        | 2013          | 1.ª           | 7     | 3     | ?      | 1     | 0     | ?      | 4             | 0             | 1             | -     | -     | -      | 12    | 3     | 1      | 0.25            |
| Tyresö FF · Suecia        | Total club    | Total club    | 7     | 3     | +0     | 1     | 0     | +0     | 4             | 0             | 1             | 0     | 0     | 0      | 12    | 3     | +1     | 0.25            |
| VfL Wolfsburgo · Alemania | 2014-15       | 1.ª           | 17    | 7     | +0     | 4     | 2     | ?      | 6             | 2             | 1             | -     | -     | -      | 27    | 11    | +1     | 0.41            |
| VfL Wolfsburgo · Alemania | 2015-16       | 1.ª           | 13    | 6     | +0     | 2     | 2     | ?      | 4             | 3             | 0             | -     | -     | -      | 19    | 11    | +0     | 0.58            |
| VfL Wolfsburgo · Alemania | 2016-17       | 1.ª           | 16    | 6     | 2      | 3     | 1     | ?      | 4             | 1             | 1             | -     | -     | -      | 23    | 8     | +3     | 0.35            |
| VfL Wolfsburgo · Alemania | 2017-18       | 1.ª           | 20    | 2     | +0     | 3     | 3     | ?      | 8             | 2             | 5             | -     | -     | -      | 31    | 7     | +5     | 0.23            |
| VfL Wolfsburgo · Alemania | 2018-19       | 1.ª           | 22    | 8     | 25     | 4     | 4     | ?      | 6             | 2             | 4             | -     | -     | -      | 27    | 12    | +29    | 0.44            |
| VfL Wolfsburgo · Alemania | Total club    | Total club    | 88    | 29    | +27    | 16    | 12    | +0     | 28            | 10            | 11            | 0     | 0     | 0      | 132   | 51    | +38    | 0.39            |
| F. C. Barcelona · España  | 2019-20       | 1.ª           | 14    | 7     | 9      | 4     | 2     | 2      | 6             | 0             | 3             | 4     | 1     | 1      | 28    | 10    | 15     | 0.36            |
| F. C. Barcelona · España  | 2020-21       | 1.ª           | 23    | 8     | 18     | 1     | 1     | 0      | 9             | 3             | 5             | 1     | 0     | 0      | 34    | 12    | 23     | 0.35            |
| F. C. Barcelona · España  | 2021-22       | 1.ª           | 23    | 5     | 13     | 1     | 0     | 0      | 9             | 2             | 4             | 2     | 3     | 2      | 35    | 10    | 19     | 0.29            |
| F. C. Barcelona · España  | 2022-23       | 1.ª           | 13    | 11    | 6      | 0     | 0     | 0      | 6             | 2             | 3             | 0     | 0     | 0      | 19    | 13    | 9      | 0.68            |
| F. C. Barcelona · España  | 2023-24       | 1.ª           | 25    | 21    | 19     | 3     | 3     | 2      | 10            | 5             | 5             | 2     | 3     | 2      | 40    | 32    | 28     | 0.80            |
| F. C. Barcelona · España  | 2024-25       | 1.ª           | 22    | 11    | 10     | 4     | -     | 1      | 9             | 3             | 2             | 2     | 2     | 1      | 37    | 16    | 14     | 0.43            |
| F. C. Barcelona · España  | Total club    | Total club    | 120   | 63    | 75     | 13    | 6     | 5      | 49            | 15            | 22            | 11    | 9     | 6      | 193   | 93    | 108    | 0.48            |
| Total carrera             | Total carrera | Total carrera | 286   | 123   | +102   | 40    | 25    | +5     | 86            | 25            | 34            | 11    | 9     | +6     | 415   | 182   | +147   | 0.44            |
| 1. 2. 3.                  |               |               |       |       |        |       |       |        |               |               |               |       |       |        |       |       |        |                 |

## Palmarés

### Títulos nacionales
| Título             | Club            | País     | Año  |
| ------------------ | --------------- | -------- | ---- |
| Campeonato de Liga | Stabæk IF       | Noruega  | 2010 |
| Copa               | Stabæk IF       | Noruega  | 2011 |
| Copa               | Stabæk IF       | Noruega  | 2012 |
| Campeonato de Liga | Stabæk IF       | Noruega  | 2013 |
| Copa               | Stabæk IF       | Noruega  | 2013 |
| Copa               | VfL Wolfsburgo  | Alemania | 2015 |
| Copa               | VfL Wolfsburgo  | Alemania | 2016 |
| Campeonato de Liga | VfL Wolfsburgo  | Alemania | 2017 |
| Copa               | VfL Wolfsburgo  | Alemania | 2017 |
| Campeonato de Liga | VfL Wolfsburgo  | Alemania | 2018 |
| Copa               | VfL Wolfsburgo  | Alemania | 2018 |
| Campeonato de Liga | VfL Wolfsburgo  | Alemania | 2019 |
| Copa               | VfL Wolfsburgo  | Alemania | 2019 |
| Supercopa          | F. C. Barcelona | España   | 2020 |
| Copa               | F. C. Barcelona | España   | 2020 |
| Campeonato de Liga | F. C. Barcelona | España   | 2020 |
| Copa               | F. C. Barcelona | España   | 2021 |
| Campeonato de Liga | F. C. Barcelona | España   | 2021 |
| Supercopa          | F. C. Barcelona | España   | 2022 |
| Copa               | F. C. Barcelona | España   | 2022 |
| Campeonato de Liga | F. C. Barcelona | España   | 2022 |
| Supercopa          | F. C. Barcelona | España   | 2023 |
| Campeonato de Liga | F. C. Barcelona | España   | 2023 |
| Supercopa          | F. C. Barcelona | España   | 2024 |
| Campeonato de Liga | F. C. Barcelona | España   | 2024 |
| Copa               | F. C. Barcelona | España   | 2024 |
| Supercopa          | F. C. Barcelona | España   | 2025 |
| Campeonato de Liga | F. C. Barcelona | España   | 2025 |
| Copa               | F. C. Barcelona | España   | 2025 |

### Títulos internacionales
| Título            | Equipo          | Sede       | Año  |
| ----------------- | --------------- | ---------- | ---- |
| Liga de Campeones | F. C. Barcelona | Gotenburgo | 2021 |
| Liga de Campeones | F. C. Barcelona | Eindhoven  | 2023 |
| Liga de Campeones | F. C. Barcelona | Bilbao     | 2024 |

### Títulos regionales
| Título        | Club            | Sede     | Año  |
| ------------- | --------------- | -------- | ---- |
| Copa Cataluña | F. C. Barcelona | Cataluña | 2019 |

### Distinciones individuales
| Distinción                                                          | Año                    |
| ------------------------------------------------------------------- | ---------------------- |
| Statoils unge talentpris a la mejor futbolista del año              | 2012                   |
| Nominada al Premio The Best FIFA como mejor jugadora del año        | 2019                   |
| Incluida entre las 100 mejoras futbolistas del año por The Guardian | 2019                   |
| Nominada al Premio The Best FIFA como mejor jugadora del año        | 2019, 2020             |
| Gullballen - Jugadora Noruega del Año                               | 2019, 2020, 2021, 2023 |
| Nominada al FIFA/FIFPro World XI del Equipo Ideal del año           | 2020                   |
| Incluida entre las 100 mejoras futbolistas del año por The Guardian | 2020                   |
| Nominada como Mejor Delantera del año por la UEFA                   | 2021                   |
| Máxima goleadora de la Supercopa de España                          | 2022, 2025             |
| Máxima asistente de la Liga F                                       | 2020, 2021, 2024       |
| Equipo ideal de la Liga de Campeones                                | 2020, 2021, 2023, 2024 |
| Equipo ideal Femenino del año por la IFFHS                          | 2021, 2024             |
| Equipo ideal Femenino UEFA por la IFFHS                             | 2021, 2024             |
| Trofeo Pichichi                                                     | 2024                   |
| Premio Marca a la Mejor Jugadora de la Liga F                       | 2024                   |
| Balón de Plata                                                      | 2024                   |
| Once ideal The Best FIFA                                            | 2024                   |
| Liga F EA Sports Team of the season                                 | 2024, 2025             |
| Premio Honorífico Kniksen                                           | 2024                   |